# 1999年美國
|        | 美國歷史 \| 美國歷史年表                                                                                                   |
| 世紀： | 19世紀美國 \| 20世紀美國 \| 21世紀美國                                                                                     |
| 年代： | 1960年代美國 \| 1970年代美國 \| 1980年代美國 \| 1990年代美國 \| 2000年代美國 \| 2010年代美國 \| 2020年代美國               |
| 年份： | 1995年美國 \| 1996年美國 \| 1997年美國 \| 1998年美國 \| 1999年美國 \| 2000年美國 \| 2001年美國 \| 2002年美國 \| 2003年美國 |
| 紀年： | 美国独立223周年 |

## 聯邦政府

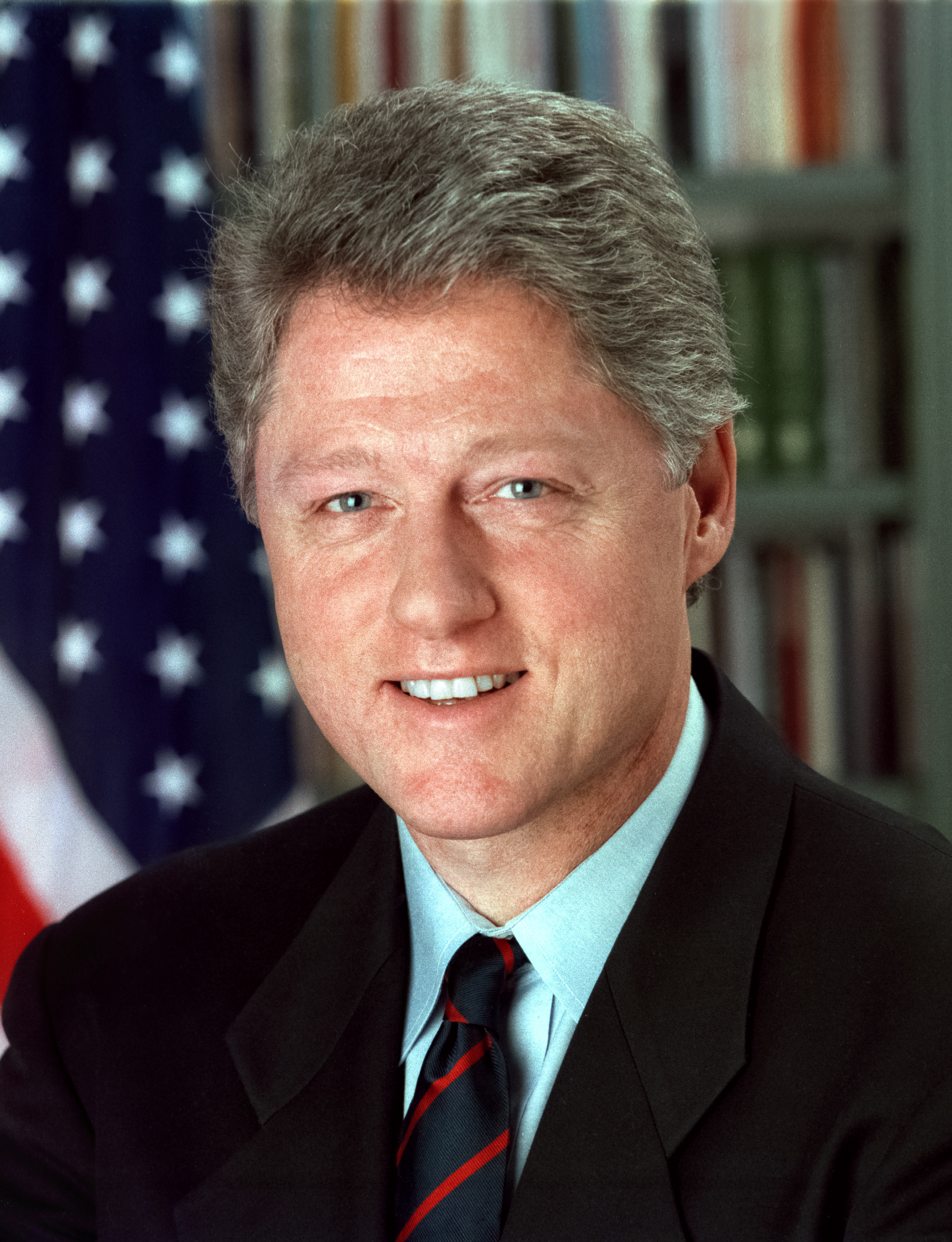
總統：比尔·克林顿
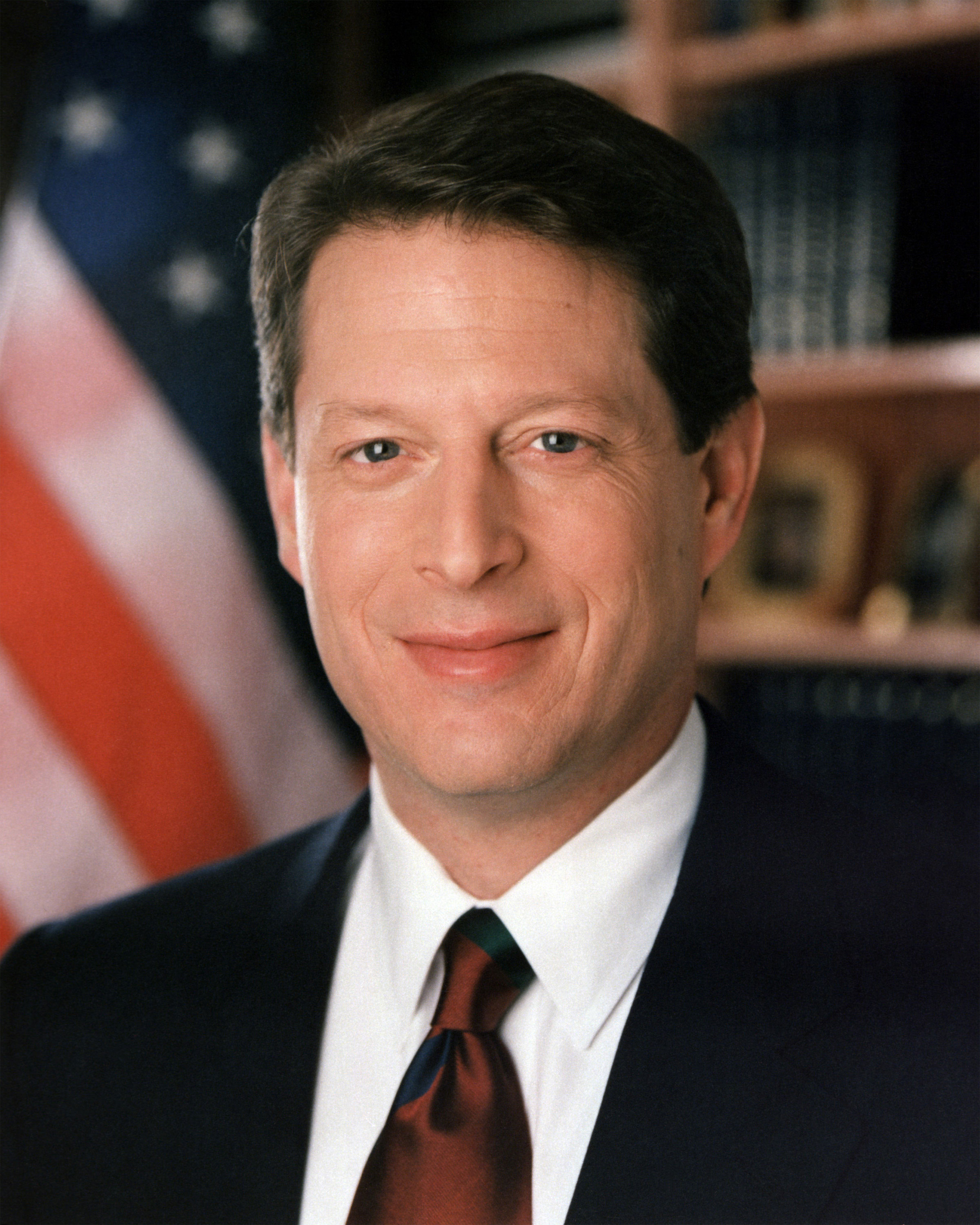
副總統：阿尔·戈尔
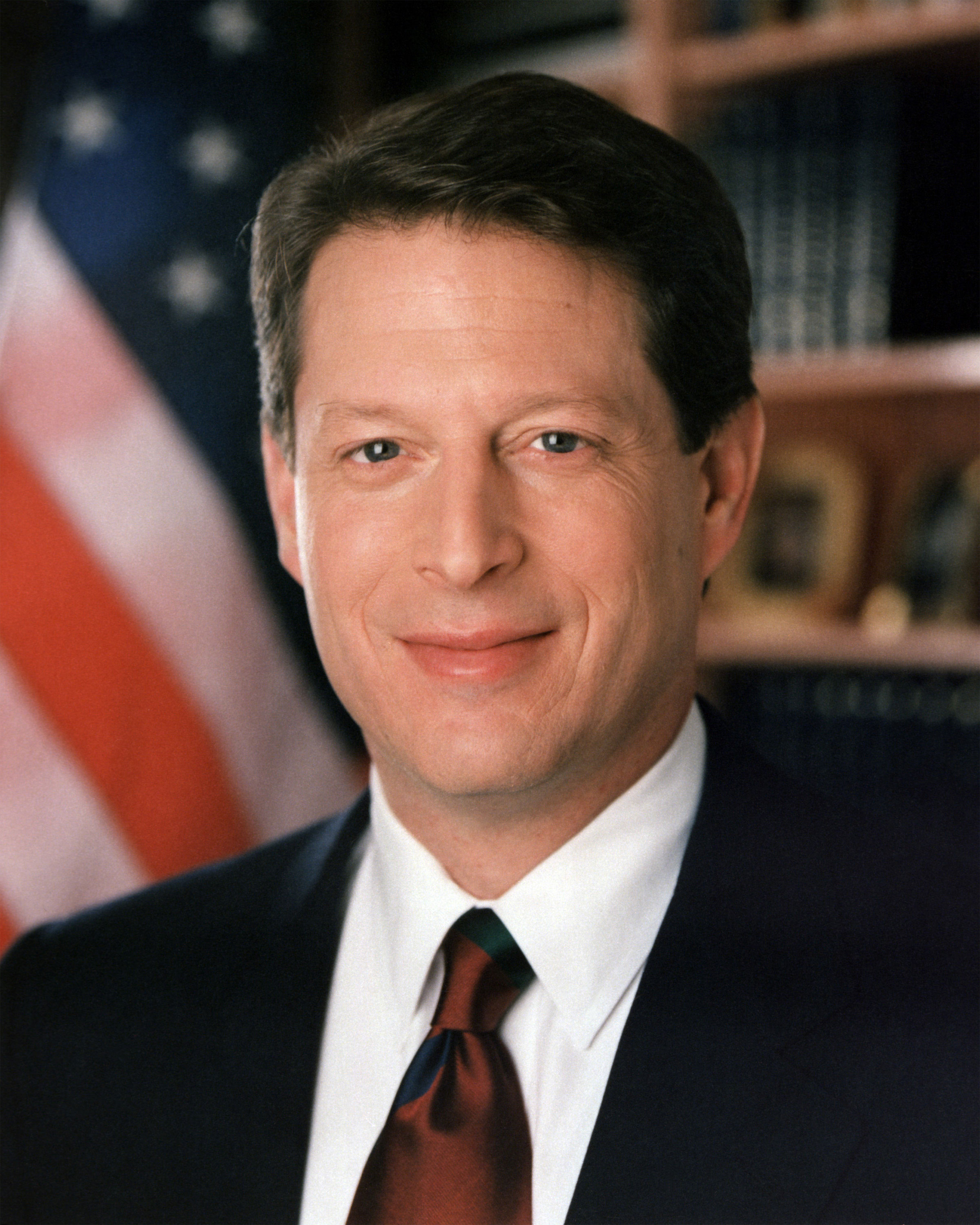
參議院議長：艾爾·高爾（副總統兼任）
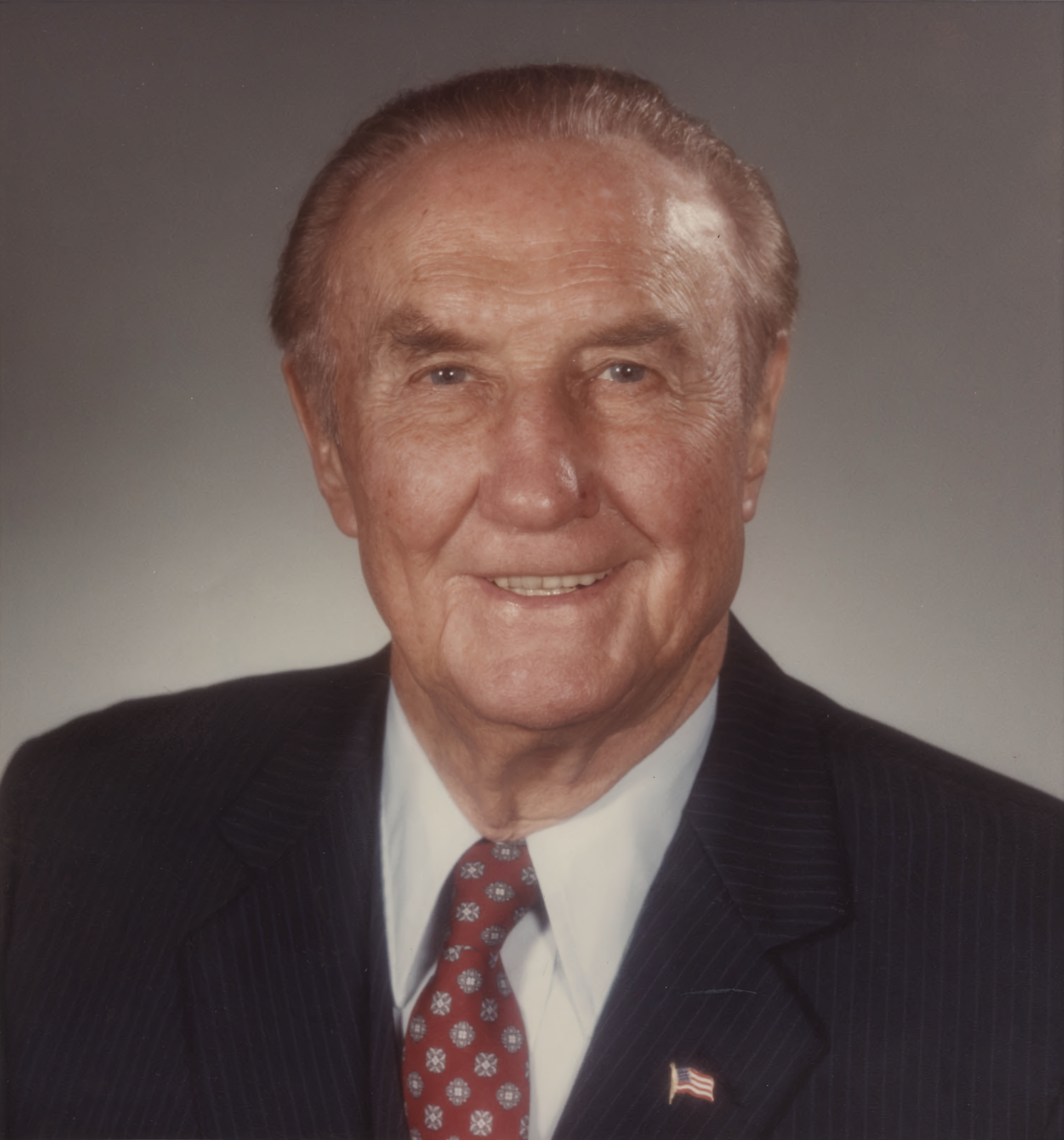
參議院臨時議長：斯特罗姆·瑟蒙德
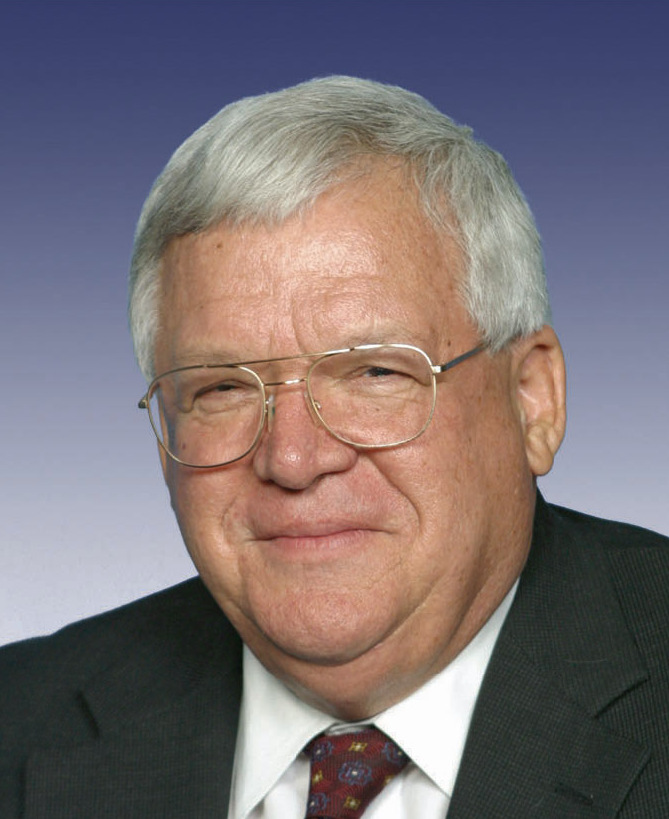
眾議院議長：丹尼斯·哈斯特尔特
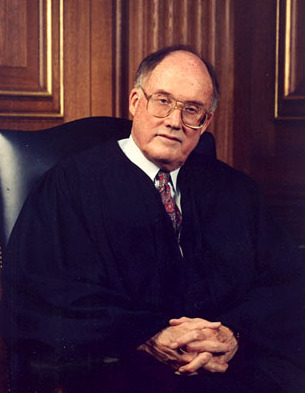
首席大法官：威廉·伦奎斯特

### 成員變動

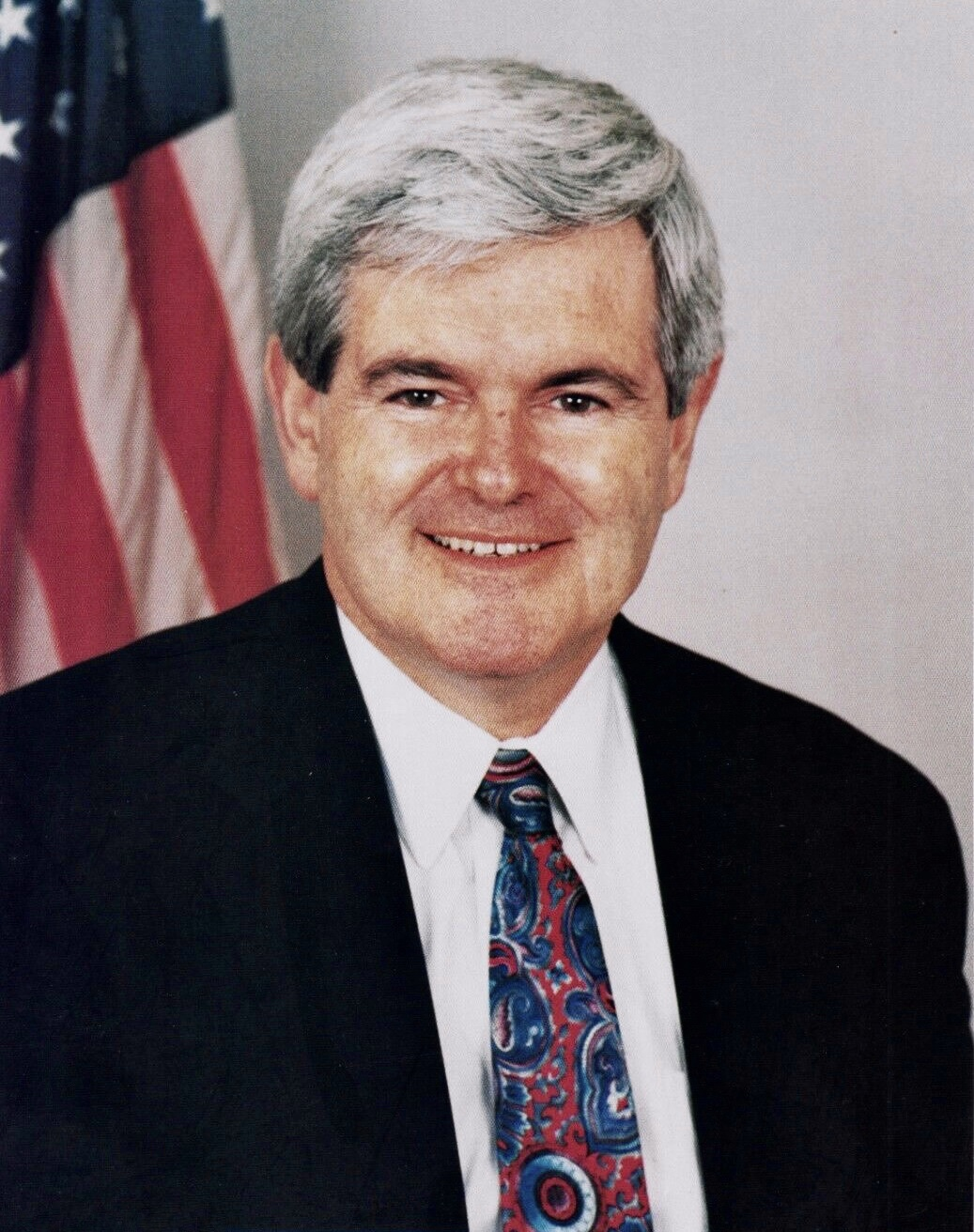
眾議院議長：紐特·金里奇（任期屆滿）

## 大事記

### 4月
- 4月20日——科倫拜校園事件。[1]

### 5月
- 5月8日——五八事件：北約組織在轟炸南斯拉夫的過程中，五枚飛彈擊中中國駐南斯拉夫大使館，炸死使馆内三名中国记者，引起雙方關係緊張。[2]

### 6月
- 6月1日——美國航空1420號班機空難

### 10月
- 10月31日——埃及航空990號班機在美國麻塞諸塞州外海墜毀，機上217人全數罹難。

### 11月
- 11月15日——中国和美国签署关于中国加入世界贸易组织的双边谈判。

### 12月
- 12月20日——美国佛蒙特州最高法院决定同性恋伴侣应与婚后的异性恋伴侣享受同样的待遇和保护，翌年允许民事结合。
- 12月31日——美国将巴拿马运河的主权交还巴拿马。